# Hall da Fama do Futebol Inglês
O Hall da Fama do Futebol Inglês está localizado no Museu Nacional do Futebol, em Preston, Inglaterra. O prêmio tem como objetivo destacar os grande jogadores ingleses e, outros jogadores e dirigentes que tiveram grande destaque no futebol inglês. Novos membros são adicionados a cada ano, em uma cerimônia descrita como o "Oscar do Futebol Inglês".
Os membros do Hall da Fama são selecionados por um júri composto por alguns dos maiores nomes do futebol britânico, como: Alex Ferguson, Bobby Charlton e Vinnie Jones. Para serem considerados para indução, o jogador não pode ter menos de trinta anos e, tem que ter jogador pelo menos cinco anos na Inglaterra. A única exceção a esta regra é Duncan Edwards, que morreu com vinte e um anos, no desastre aéreo de Munique.
O Hall homenageia muitos jogadores do inicío da história e está em exposição permanente no Museu Nacional do Futebol. Um livro, Hall of Fame, Football's Greatest Heroes: The National Football Museum Hall Of Fame, foi publicado em Outubro de 2005 por Robson Books.

## Induções
| GK | Goleiro    |
| DF | Zagueiro   |
| MF | Meio-campo |
| FW | Atacante   |

### Homens
| Ano  | Nome               | Jogos na seleção | Gols | Posição | Anos      | Clubes | Notas         | Ref.            |
| ---- | ------------------ | ---------------- | ---- | ------- | --------- | --- | ------------- | --------------- |
| 2002 | Gordon Banks       | 510              | 0    | GK      | 1958–1973 | Chesterfield (23), Leicester City (293), Stoke City (194) |               | [ 1 ] [ 2 ]     |
| 2002 | George Best        | 411              | 147  | FW      | 1963–1983 | Manchester United (361), Stockport County (3), Fulham (42), AFC Bournemouth (5) | [ a ]         | [ 1 ] [ 3 ]     |
| 2002 | Eric Cantona       | 174              | 74   | FW      | 1992–1997 | Leeds United (28), Manchester United (146) | [ b ]         | [ 1 ] [ 4 ]     |
| 2002 | John Charles       | 376              | 171  | FW      | 1949–1966 | Leeds United (308), Cardiff City (68) | [ c ]         | [ 1 ] [ 5 ]     |
| 2002 | Bobby Charlton     | 644              | 207  | MF      | 1956–1975 | Manchester United (606), Preston North End (38) | [ d ] [ e ]   | [ 1 ] [ 6 ]     |
| 2002 | Kenny Dalglish     | 355              | 118  | FW      | 1977–1990 | Liverpool | [ f ]         | [ 1 ] [ 7 ]     |
| 2002 | Dixie Dean         | 438              | 379  | FW      | 1923–1939 | Tranmere Rovers (30), Everton (399), Notts County (9) | [ g ]         | [ 1 ] [ 8 ]     |
| 2002 | Peter Doherty      | 406              | 199  | FW      | 1933–1953 | Blackpool (83), Manchester City (122), Derby County (15), Huddersfield Town (83), Doncaster Rovers (103)                                                                                     |               | [ 1 ] [ 9 ]     |
| 2002 | Duncan Edwards     | 151              | 20   | MF      | 1953–1958 | Manchester United |               | [ 1 ] [ 10 ]    |
| 2002 | Tom Finney         | 433              | 187  | FW      | 1946–1960 | Preston North End | [ h ]         | [ 1 ] [ 11 ]    |
| 2002 | Paul Gascoigne     | 267              | 45   | MF      | 1985–2004 | Newcastle United (92), Tottenham Hotspur (92), Middlesbrough (41), Everton (32), Burnley (6), Boston United (4)                                                                              | [ i ]         | [ 1 ] [ 12 ]    |
| 2002 | Jimmy Greaves      | 516              | 357  | FW      | 1957–1971 | Chelsea (157), Tottenham Hotspur (321), West Ham United (38) | [ j ]         | [ 1 ] [ 13 ]    |
| 2002 | Johnny Haynes      | 594              | 146  | FW      | 1952–1970 | Fulham |               | [ 1 ] [ 14 ]    |
| 2002 | Kevin Keegan       | 500              | 170  | FW      | 1968–1984 | Scunthorpe United (124), Liverpool (230), Southampton (68), Newcastle United (78) | [ k ]         | [ 1 ] [ 15 ]    |
| 2002 | Denis Law          | 458              | 217  | FW      | 1956–1974 | Huddersfield Town (81), Manchester City (68), Manchester United (309) | [ l ]         | [ 1 ] [ 16 ]    |
| 2002 | Nat Lofthouse      | 452              | 255  | FW      | 1946–1960 | Bolton Wanderers |               | [ 1 ] [ 17 ]    |
| 2002 | Dave Mackay        | 416              | 48   | DF      | 1959–1972 | Tottenham Hotspur (268), Derby County (122), Swindon Town (26) | [ m ]         | [ 1 ] [ 18 ]    |
| 2002 | Stanley Matthews   | 697              | 71   | MF      | 1932–1965 | Stoke City (318), Blackpool (379) |               | [ 1 ] [ 19 ]    |
| 2002 | Bobby Moore        | 668              | 25   | DF      | 1958–1977 | West Ham United (544), Fulham (124) |               | [ 1 ] [ 20 ]    |
| 2002 | Bryan Robson       | 569              | 114  | MF      | 1975–1997 | West Bromwich Albion (198), Manchester United (346), Middlesbrough (25) |               | [ 1 ] [ 21 ]    |
| 2002 | Peter Shilton      | 1005             | 1    | GK      | 1966–1997 | Leicester City (286), Stoke City (110), Nottingham Forest (202), Southampton (188), Derby County (175), Plymouth Argyle (34), Bolton Wanderers (1), Leyton Orient (9)                        |               | [ 1 ] [ 22 ]    |
| 2002 | Billy Wright       | 490              | 13   | DF      | 1939–1959 | Wolverhampton Wanderers |               | [ 1 ] [ 23 ]    |
| 2003 | Alan Ball          | 743              | 170  | MF      | 1962–1983 | Blackpool (146), Everton (208), Arsenal (177), Southampton (132), Bristol Rovers (17) |               | [ 1 ] [ 24 ]    |
| 2003 | Danny Blanchflower | 553              | 27   | DF      | 1949–1964 | Barnsley (68), Aston Villa (148), Tottenham Hotspur (337) |               | [ 1 ] [ 25 ]    |
| 2003 | Pat Jennings       | 757              | 0    | GK      | 1963–1985 | Watford (48), Tottenham Hotspur (472), Arsenal (237) |               | [ 1 ] [ 26 ]    |
| 2003 | Tommy Lawton       | 390              | 231  | FW      | 1936–1955 | Burnley (25), Everton (87), Chelsea (42), Notts County (151), Brentford (50), Arsenal (35)                                                                                                   |               | [ 1 ] [ 27 ]    |
| 2003 | Gary Lineker       | 340              | 192  | FW      | 1978–1992 | Leicester City (194), Everton (41), Tottenham Hotspur (105) | [ n ]         | [ 1 ] [ 28 ]    |
| 2003 | Stan Mortensen     | 395              | 225  | FW      | 1941–1958 | Blackpool (317), Hull City (42), Southport (36) |               | [ 1 ] [ 29 ]    |
| 2003 | Peter Schmeichel   | 350              | 1    | GK      | 1991–2003 | Manchester United (292), Aston Villa (29), Manchester City (29) | [ o ] [ p ]   | [ 1 ] [ 30 ]    |
| 2003 | Arthur Wharton     | 41               | 0    | GK      | 1885–1902 | Preston North End, Rotherham Town (34), Sheffield United (1), Stalybridge Rovers, Ashton North End, Stockport County (6)                                                                     | [ q ]         | [ 1 ]           |
| 2004 | Tony Adams         | 504              | 32   | DF      | 1983–2002 | Arsenal |               | [ 31 ] [ 32 ]   |
| 2004 | Viv Anderson       | 594              | 37   | DF      | 1974–1995 | Nottingham Forest (328), Arsenal (120), Manchester United (54), Sheffield Wednesday (70), Barnsley (20), Middlesbrough (2)                                                                   |               | [ 33 ] [ 34 ]   |
| 2004 | Billy Bremner      | 652              | 96   | MF      | 1960–1982 | Leeds United (586), Hull City (61), Doncaster Rovers (5) |               | [ 35 ] [ 36 ]   |
| 2004 | Geoff Hurst        | 529              | 212  | FW      | 1958–1976 | West Ham United (411), Stoke City (108), West Bromwich Albion (10) |               | [ 37 ] [ 38 ]   |
| 2004 | Roy Keane          | 442              | 56   | MF      | 1990–2005 | Nottingham Forest (115), Manchester United (327) |               | [ 39 ] [ 40 ]   |
| 2004 | Wilf Mannion       | 357              | 100  | FW      | 1936–1956 | Middlesbrough (341), Hull City (16) |               | [ 41 ] [ 42 ]   |
| 2004 | Alan Shearer       | 560              | 284  | FW      | 1988–2006 | Southampton (118), Blackburn Rovers (139), Newcastle United (303) | [ r ]         | [ 43 ] [ 44 ]   |
| 2005 | John Barnes        | 589              | 155  | MF      | 1981–1999 | Watford (233), Liverpool (317), Newcastle United (27), Charlton Athletic (12) |               | [ 45 ] [ 46 ]   |
| 2005 | Colin Bell         | 476              | 142  | MF      | 1963–1979 | Bury (82), Manchester City (394) |               | [ 47 ] [ 48 ]   |
| 2005 | Jack Charlton      | 628              | 70   | DF      | 1952–1973 | Leeds United |               | [ 49 ] [ 50 ]   |
| 2005 | Ryan Giggs         | 672              | 114  | MF      | 1990–2014 | Manchester United | [ s ]         | [ 51 ] [ 52 ]   |
| 2005 | Alex James         | 378              | 79   | FW      | 1925–1937 | Preston North End (147), Arsenal (231) |               | [ 53 ]          |
| 2005 | Bert Trautmann     | 508              | 0    | GK      | 1949–1964 | Manchester City | [ t ]         | [ 54 ] [ 55 ]   |
| 2005 | Ian Wright         | 493              | 235  | FW      | 1985–2000 | Crystal Palace (225), Arsenal (221), West Ham United (22), Nottingham Forest (10), Burnley (15)                                                                                              | [ u ]         | [ 56 ] [ 57 ]   |
| 2006 | Liam Brady         | 324              | 51   | MF      | 1973–1990 | Arsenal (235), West Ham United (89) | [ v ]         | [ 58 ] [ 59 ]   |
| 2006 | Alan Hansen        | 434              | 8    | DF      | 1977–1990 | Liverpool | [ w ]         | [ 60 ] [ 61 ]   |
| 2006 | Roger Hunt         | 480              | 269  | FW      | 1958–1972 | Liverpool (404), Bolton Wanderers (76) |               | [ 62 ] [ 63 ]   |
| 2006 | Jackie Milburn     | 353              | 177  | FW      | 1943–1957 | Newcastle United |               | [ 64 ] [ 65 ]   |
| 2006 | Martin Peters      | 722              | 175  | MF      | 1959–1981 | West Ham United (302), Tottenham Hotspur (189), Norwich City (207), Sheffield United (24) |               | [ 66 ] [ 67 ]   |
| 2006 | Ian Rush           | 572              | 246  | FW      | 1978–1999 | Chester City (34), Liverpool (471), Leeds United (36), Newcastle United (10), Sheffield United (4), Wrexham (17)                                                                             | [ x ]         | [ 68 ]          |
| 2006 | Gianfranco Zola    | 229              | 59   | FW      | 1996–2003 | Chelsea | [ y ]         | [ 69 ] [ 70 ]   |
| 2007 | Peter Beardsley    | 658              | 209  | FW      | 1979–1999 | Carlisle United (104), Newcastle United (276), Liverpool (131), Everton (81), Bolton Wanderers (17), Manchester City (6), Fulham (21), Hartlepool United (22)                                | [ z ]         | [ 71 ] [ 72 ]   |
| 2007 | Dennis Bergkamp    | 315              | 87   | FW      | 1995–2006 | Arsenal | [ aa ] [ ab ] | [ 73 ] [ 74 ]   |
| 2007 | Glenn Hoddle       | 473              | 90   | MF      | 1975–1995 | Tottenham Hotspur (378), Swindon Town (64), Chelsea (31) | [ ac ]        | [ 75 ] [ 76 ]   |
| 2007 | Mark Hughes        | 561              | 153  | FW      | 1980–2002 | Manchester United (346), Chelsea (95), Southampton (52), Everton (18), Blackburn Rovers (50)                                                                                                 | [ ad ]        | [ 75 ] [ 77 ]   |
| 2007 | Billy Meredith     | 670              | 164  | FW      | 1894–1924 | Manchester City (367), Manchester United (303) |               | [ 78 ] [ 79 ]   |
| 2007 | Graeme Souness     | 423              | 60   | MF      | 1972–1984 | Middlesbrough (176), Liverpool (247) | [ ae ]        | [ 80 ] [ 81 ]   |
| 2007 | Nobby Stiles       | 414              | 20   | DF      | 1960–1975 | Manchester United (311), Middlesbrough (57), Preston North End (46) |               | [ 82 ] [ 83 ]   |
| 2008 | Jimmy Armfield     | 568              | 6    | DF      | 1954–1971 | Blackpool |               | [ 84 ] [ 85 ]   |
| 2008 | David Beckham      | 271              | 64   | MF      | 1992–2003 | Manchester United (266), Preston North End (5) | [ af ]        | [ 86 ] [ 87 ]   |
| 2008 | Steve Bloomer      | 598              | 352  | FW      | 1891–1914 | Derby County (473), Middlesbrough (125) |               | [ 88 ]          |
| 2008 | Thierry Henry      | 258              | 175  | FW      | 1999–2012 | Arsenal | [ ag ] [ ah ] | [ 89 ] [ 90 ]   |
| 2008 | Emlyn Hughes       | 632              | 43   | MF      | 1964–1984 | Blackpool (28), Liverpool (474), Wolverhampton Wanderers (58), Rotherham United (56), Hull City (9), Swansea City (7)                                                                        |               | [ n 1 ] [ 91 ]  |
| 2008 | Paul Scholes       | 500              | 107  | MF      | 1993–2013 | Manchester United |               | [ 92 ] [ 93 ]   |
| 2008 | Ray Wilson         | 409              | 6    | DF      | 1955–1971 | Huddersfield Town (266), Everton (116), Oldham Athletic (25), Bradford City (2) |               | [ 94 ] [ 95 ]   |
| 2009 | Ossie Ardiles      | 252              | 16   | MF      | 1978–1990 | Tottenham Hotspur (237), Blackburn Rovers (5), Queens Park Rangers (8), Swindon Town (2) | [ ai ]        | [ 96 ] [ 97 ]   |
| 2009 | Cliff Bastin       | 367              | 156  | MF      | 1928–1947 | Exeter City (17), Arsenal (350) |               | [ 98 ] [ 99 ]   |
| 2009 | Trevor Brooking    | 528              | 88   | MF      | 1966–1984 | West Ham United | [ aj ]        | [ 96 ] [ 100 ]  |
| 2009 | George Cohen       | 408              | 6    | DF      | 1956–1969 | Fulham |               | [ 96 ] [ 101 ]  |
| 2009 | Frank McLintock    | 609              | 56   | DF      | 1956–1977 | Leicester City (168), Arsenal (314), Queens Park Rangers (127) |               | [ 102 ] [ 103 ] |
| 2009 | Len Shackleton     | 384              | 128  | FW      | 1940–1957 | Bradford Park Avenue (7), Newcastle United (57), Sunderland (320) |               | [ 104 ] [ 105 ] |
| 2009 | Teddy Sheringham   | 734              | 276  | FW      | 1983–2008 | Millwall (220), Aldershot (5), Nottingham Forest (42), Tottenham Hotspur (236), Manchester United (104), Portsmouth (32), West Ham United (76), Colchester United (19)                       |               | [ 106 ] [ 107 ] |
| 2009 | Frank Swift        | 338              | 0    | GK      | 1932–1950 | Manchester City | [ ak ]        | [ 108 ] [ 109 ] |
| 2010 | Charlie Buchan     | 481              | 258  | FW      | 1911–1928 | Sunderland (379), Arsenal (102) |               | [ 110 ] [ 111 ] |
| 2010 | Ian Callaghan      | 731              | 51   | MF      | 1959–1982 | Liverpool (640), Swansea City (76), Crewe Alexandra (15) |               | [ 112 ] [ 113 ] |
| 2010 | Ray Clemence       | 758              | 0    | GK      | 1965–1988 | Scunthorpe United (48), Liverpool (470), Tottenham Hotspur (240) |               | [ 114 ] [ 115 ] |
| 2010 | Johnny Giles       | 557              | 101  | MF      | 1959–1977 | Manchester United (99), Leeds United (383), West Bromwich Albion (75) |               | [ 114 ] [ 116 ] |
| 2010 | Francis Lee        | 500              | 228  | FW      | 1960–1976 | Bolton Wanderers (189), Manchester City (249), Derby County (62) |               | [ 117 ] [ 118 ] |
| 2010 | Alf Ramsey         | 316              | 32   | DF      | 1946–1955 | Southampton (90), Tottenham Hotspur (226) |               | [ 119 ] [ 120 ] |
| 2010 | Clem Stephenson    | 440              | 127  | FW      | 1910–1928 | Aston Villa (193), Huddersfield Town (248) |               | [ 121 ] [ 122 ] |
| 2013 | Raich Carter       | 444              | 199  | FW      | 1931–1952 | Sunderland (245), Derby County (63), Hull City (136) |               | [ 123 ] [ 124 ] |
| 2013 | Eddie Gray         | 455              | 52   | MF      | 1965–1984 | Leeds United |               | [ 123 ] [ 125 ] |
| 2013 | Cliff Jones        | 511              | 184  | FW      | 1952–1970 | Swansea Town (168), Tottenham Hotspur (318), Fulham (25) |               | [ 123 ] [ 126 ] |
| 2013 | Matthew Le Tissier | 443              | 161  | FW      | 1986–2002 | Southampton |               | [ 123 ] [ 127 ] |
| 2013 | Mike Summerbee     | 716              | 92   | MF      | 1959–1979 | Swindon Town (218), Manchester City (357), Burnley (51), Blackpool (3), Stockport County (87)                                                                                                |               | [ 123 ] [ 128 ] |
| 2013 | Ray Wilkins        | 530              | 45   | MF      | 1973–1997 | Chelsea (179), Manchester United (160), Queens Park Rangers (183), Crystal Palace (1), Wycombe Wanderers (1), Millwall (3), Leyton Orient (3)                                                | [ al ]        | [ 123 ] [ 129 ] |
| 2014 | Trevor Francis     | 484              | 176  | FW      | 1970–1994 | Birmingham City (280), Nottingham Forest (70), Manchester City (26), Queens Park Rangers (32), Sheffield Wednesday (76)                                                                      | [ am ]        | [ 130 ] [ 131 ] |
| 2014 | Hughie Gallacher   | 434              | 296  | FW      | 1925–1939 | Newcastle United (160), Chelsea (132), Derby County (51), Notts County (45), Grimsby Town (12), Gateshead (34)                                                                               | [ an ]        | [ 130 ] [ 132 ] |
| 2014 | Jimmy McIlroy      | 576              | 133  | FW      | 1950–1968 | Burnley (439), Stoke City (98), Oldham Athletic (39) |               | [ 130 ] [ 133 ] |
| 2014 | Michael Owen       | 326              | 150  | FW      | 1996–2013 | Liverpool (216), Newcastle United (71), Manchester United (31), Stoke City (8) | [ ao ]        | [ 130 ] [ 134 ] |
| 2014 | Patrick Vieira     | 307              | 32   | MF      | 1996–2011 | Arsenal (279), Manchester City (28) | [ ap ]        | [ 130 ] [ 135 ] |
| 2015 | Ivor Allchurch     | 694              | 251  | FW      | 1949–1968 | Swansea Town (448), Newcastle United (143), Cardiff City (103) |               | [ 136 ] [ 137 ] |
| 2015 | Bob Crompton       | 530              | 14   | DF      | 1896–1919 | Blackburn Rovers |               | [ 138 ] [ 139 ] |
| 2015 | Norman Hunter      | 679              | 22   | DF      | 1962–1983 | Leeds United (540), Bristol City (108), Barnsley (31) |               | [ 138 ] [ 140 ] |
| 2015 | Paul McGrath       | 457              | 23   | DF      | 1982–1998 | Manchester United (163), Aston Villa (253), Derby County (24), Sheffield United (12) |               | [ 138 ] [ 141 ] |
| 2015 | Alan Mullery       | 676              | 62   | MF      | 1958–1972 | Fulham (364), Tottenham Hotspur (312) |               | [ 138 ] [ 142 ] |
| 2015 | Gary Neville       | 400              | 5    | DF      | 1993–2011 | Manchester United |               | [ 138 ] [ 143 ] |
| 2015 | Stuart Pearce      | 571              | 72   | DF      | 1983–2002 | Coventry City (52), Nottingham Forest (402), Newcastle United (37), West Ham United (42), Manchester City (38)                                                                               |               | [ 138 ] [ 144 ] |
| 2016 | Rio Ferdinand      | 514              | 11   | DF      | 1995–2015 | West Ham United (127), AFC Bournemouth (10), Leeds United (54), Manchester United (312), Queens Park Rangers (11)                                                                            |               | [ 145 ] [ 146 ] |
| 2016 | Denis Irwin        | 684              | 30   | DF      | 1983–2004 | Leeds United (72), Oldham Athletic (167), Manchester United (370), Wolverhampton Wanderers (75)                                                                                              |               | [ 145 ] [ 147 ] |
| 2016 | Mark Lawrenson     | 466              | 18   | DF      | 1974–1988 | Preston North End (73), Brighton & Hove Albion (152), Liverpool (241) |               | [ 145 ] [ 148 ] |
| 2016 | Billy Liddell      | 492              | 215  | MF      | 1946–1961 | Liverpool |               | [ 145 ] [ 149 ] |
| 2016 | John Robertson     | 470              | 64   | MF      | 1970–1986 | Nottingham Forest (398), Derby County (72) |               | [ 145 ] [ 150 ] |
| 2016 | David Seaman       | 732              | 0    | GK      | 1982–2004 | Peterborough United (91), Birmingham City (75), Queens Park Rangers (141), Arsenal (406), Manchester City (19)                                                                               |               | [ 145 ] [ 151 ] |
| 2016 | Neville Southall   | 702              | 0    | GK      | 1979–2000 | Bury (39), Everton (579), Port Vale (9), Southend United (9), Stoke City (12), Torquay United (53), Bradford City (1)                                                                        | [ aq ]        | [ 145 ] [ 152 ] |
| 2016 | Gordon Strachan    | 383              | 70   | MF      | 1984–1997 | Manchester United (160), Leeds United (197), Coventry City (26) | [ ar ]        | [ 145 ] [ 153 ] |
| 2017 | Billy Bonds        | 758              | 49   | DF      | 1964–1988 | Charlton Athletic (95), West Ham United (663) |               | [ 154 ] [ 155 ] |
| 2017 | Steven Gerrard     | 503              | 120  | MF      | 1998–2016 | Liverpool | [ as ] [ at ] | [ 154 ] [ 156 ] |
| 2017 | Frank Lampard      | 620              | 178  | MF      | 1995–2015 | West Ham United (148), Swansea City (9), Chelsea (429), Manchester City (32) |               | [ 154 ] [ 157 ] |
| 2017 | Charlie Roberts    | 374              | 28   | DF      | 1903–1915 | Grimsby Town (31), Manchester United (271), Oldham Athletic (72) |               | [ 158 ]         |
| 2017 | Gary Speed         | 678              | 103  | MF      | 1988–2010 | Leeds United (249), Everton (58), Newcastle United (213), Bolton Wanderers (121), Sheffield United (37)                                                                                      |               | [ 154 ] [ 159 ] |
| 2017 | Bob Wilson         | 234              | 0    | GK      | 1963–1974 | Arsenal |               | [ 154 ] [ 160 ] |
| 2019 | Cyrille Regis      | 610              | 159  | FW      | 1977–1996 | West Bromwich Albion (237), Coventry City (238), Aston Villa (52), Wolverhampton Wanderers (19), Wycombe Wanderers (35), Chester City (29)                                                   | [ au ]        | [ 161 ] [ 162 ] |
| 2020 | Justin Fashanu     | 261              | 78   | FW      | 1978–1993 | Norwich City (90), Nottingham Forest (32), Southampton (9), Notts County (64), Brighton & Hove Albion (16), Manchester City (2), West Ham United (2), Leyton Orient (5), Torquay United (41) | [ av ]        | [ 163 ]         |
| 2021 | Walter Tull        | 115              | 11   | MF      | 1908–1914 | Tottenham Hotspur (10), Northampton Town (105) | [ aw ] [ ax ] | [ 164 ]         |
| 2021 | Paul Ince          | 555              | 62   | MF      | 1986–2007 | West Ham United (72), Manchester United (206), Liverpool (65), Middlesbrough (93), Wolverhampton Wanderers (115), Swindon Town (3), Macclesfield Town (1)                                    | [ ay ]        | [ 165 ]         |
| 2021 | Terry Butcher      | 306              | 16   | DF      | 1976–1993 | Ipswich Town (271), Coventry City (6), Sunderland (38) | [ az ]        | [ 166 ]         |
| 2023 | Jack Leslie        | 384              | 133  | FW      | 1921–1935 | Plymouth Argyle | [ ba ]        | [ 167 ]         |
| 2023 | Vincent Kompany    | 265              | 18   | DF      | 2008–2019 | Manchester City | [ bb ]        | [ 168 ]         |
| 2024 | Brendon Batson     | 345              | 7    | DF      | 1971–1982 | Arsenal (10), Cambridge United (163), West Bromwich Albion (172) | [ bc ]        | [ 169 ]         |

### Mulheres
| Ano  | Nome                | Jogos na seleção | Gols | Posição | Anos      | Clubes | Notas  | Ref.    |
| ---- | ------------------- | ---------------- | ---- | ------- | --------- | --- | ------ | ------- |
| 2002 | Lily Parr           | 0                | 0    | FW      | 1919–1951 | Dick, Kerr Ladies | [ bd ] | [ 170 ] |
| 2003 | Hope Powell         | 66               | 35   | MF      | 1978–1998 | Millwall Lionesses, Friends of Fulham, Bromley Borough                                                                     |        | [ 171 ] |
| 2004 | Sue Lopez           | 22               | 0    | DF      | 1966–1985 | Southampton |        | [ 172 ] |
| 2005 | Debbie Bampton      | 95               | 7    | MF      | 1978–1997 | Lowestoft, Howbury Grange, Millwall Lionesses, Wimbledon, Arsenal Ladies, Croydon, Doncaster Rovers Belles                 |        | [ 173 ] |
| 2006 | Gillian Coultard    | 119              | 30   | MF      | 1976–2001 | Doncaster Rovers Belles |        | [ 174 ] |
| 2007 | Karen Walker        | 83               | 40   | FW      | 1985–2006 | Doncaster Rovers Belles, Leeds United Ladies                                                                               |        | [ 175 ] |
| 2007 | Joan Whalley        | 1                | 0    | MF      | 1937–1956 | Dick, Kerr Ladies |        | [ 176 ] |
| 2008 | Pauline Cope        | 60               | 0    | GK      | 1982–2006 | Millwall Lionesses, Arsenal Ladies, Charlton Athletic                                                                      |        | [ 177 ] |
| 2009 | Marieanne Spacey    | 91               | 28   | FW      | 1984–1996 | Friends of Fulham, Arsenal Ladies                                                                                          |        | [ 178 ] |
| 2010 | Brenda Sempare      | 8                | 0    | MF      | 1984–1997 | Friends of Fulham, Croydon Ladies                                                                                          |        | [ 179 ] |
| 2013 | Sheila Parker       | 33               | 0    | DF      | 1961–1980 | Preston, Fodens, St. Helens, Chorley                                                                                       |        | [ 180 ] |
| 2014 | Sylvia Gore         | 2                | 1    | MF      | 1956–1980 | Manchester Corinthians, Fodens                                                                                             |        | [ 181 ] |
| 2015 | Faye White          | 90               | 12   | DF      | 1996–2013 | Arsenal Ladies |        | [ 182 ] |
| 2016 | Rachel Brown-Finnis | 82               | 0    | GK      | 1995–2014 | Liverpool, Everton Ladies, Arsenal Ladies                                                                                  |        | [ 183 ] |
| 2016 | Rachel Unitt        | 102              | 8    | DF      | 1998–2017 | Wolves Women, Everton Ladies, Fulham Ladies, Leeds City Vixens, Birmingham City, Notts County, Solihull Moors, London Bees |        | [ 184 ] |
| 2017 | Kelly Smith         | 117              | 46   | FW      | 1994–2017 | Wembley Ladies, Arsenal Ladies                                                                                             |        | [ 185 ] |
| 2017 | Rachel Yankey       | 129              | 19   | MF      | 1996–2016 | Arsenal Ladies, Fulham Ladies, Birmingham Ladies, Notts County Ladies                                                      |        | [ 186 ] |
| 2019 | Alex Scott          | 140              | 12   | DF      | 2002–2018 | Arsenal Ladies, Birmingham City                                                                                            |        | [ 187 ] |
| 2021 | Karen Carney        | 144              | 32   | MF      | 2001–2019 | Birmingham City, Arsenal Ladies, Chelsea Women                                                                             |        | [ 188 ] |
| 2021 | Carol Thomas        | 56               | 0    | DF      | 1966–2009 | BOCM, Reckitts, Hull Brewery, Tottenham Hotspur, Preston Rangers, CP Doncaster, Rowntrees, AFC Preston, Brandesburton      |        | [ 189 ] |
| 2022 | Kerry Davis         | 82               | 44   | FW      | 1982–1998 | Crewe Alexandra, ROI Lazio, Trani 80, Napoli, Liverpool, Croydon                                                           |        | [ 190 ] |
| 2023 | Jill Scott          | 243              | 42   | MF      | 2004–2022 | Sunderland Women, Everton Ladies, Manchester City Women, Aston Villa Women                                                 |        | [ 191 ] |

### Técnicos
| Ano  | Nome                | Atividade | Jogos | V     | E   | D   | V%    | Clubes                                                                                       | Notas         | Ref.            |
| ---- | ------------------- | --------- | ----- | ----- | --- | --- | ----- | -------------------------------------------------------------------------------------------- | ------------- | --------------- |
| 2002 | Matt Busby          | 1945–1971 | 1,141 | 576   | 263 | 292 | 0.505 | Manchester United                                                                            | [ be ]        | [ 192 ]         |
| 2002 | Brian Clough        | 1965–1993 | 1,453 | 675   | 368 | 410 | 0.465 | Hartlepools United, Derby County, Brighton & Hove Albion, Leeds United, Nottingham Forest    |               | [ 193 ]         |
| 2002 | Alex Ferguson       | 1986–2013 | 2,155 | 1,253 | 490 | 412 | 0.581 | Manchester United                                                                            | [ bf ] [ bg ] | [ 194 ]         |
| 2002 | Bob Paisley         | 1974–1983 | 535   | 308   | 131 | 96  | 0.576 | Liverpool                                                                                    |               | [ 195 ]         |
| 2002 | Alf Ramsey          | 1955–1978 | 510   | 256   | 106 | 148 | 0.502 | Ipswich Town, England, Birmingham City                                                       |               | [ 196 ]         |
| 2002 | Bill Shankly        | 1949–1974 | 1,190 | 586   | 305 | 299 | 0.492 | Carlisle United, Grimsby Town, Workington, Huddersfield Town, Liverpool                      |               | [ 197 ]         |
| 2003 | Herbert Chapman     | 1907–1934 | 617   | 303   | 156 | 158 | 0.491 | Northampton Town, Leeds City, Huddersfield Town, Arsenal                                     |               | [ 198 ] [ 199 ] |
| 2003 | Stan Cullis         | 1948–1970 | 961   | 440   | 221 | 300 | 0.458 | Wolverhampton Wanderers, Birmingham City                                                     |               | [ 1 ] [ 200 ]   |
| 2003 | Bill Nicholson      | 1958–1974 | 823   | 401   | 197 | 225 | 0.487 | Tottenham Hotspur                                                                            |               | [ 201 ]         |
| 2003 | Bobby Robson        | 1968–2004 | 1,095 | 488   | 276 | 331 | 0.446 | Fulham, Ipswich Town, England, Newcastle United                                              | [ bh ]        | [ 1 ]           |
| 2004 | Dario Gradi         | 1977–2011 | 1,557 | 574   | 375 | 608 | 0.369 | Wimbledon, Crystal Palace, Crewe Alexandra                                                   |               | [ 202 ]         |
| 2004 | Don Revie           | 1961–1977 | 728   | 379   | 198 | 151 | 0.521 | Leeds United, England                                                                        |               | [ 203 ]         |
| 2005 | Howard Kendall      | 1979–1998 | 764   | 345   | 210 | 209 | 0.452 | Blackburn Rovers, Everton, Manchester City, Notts County, Sheffield United                   | [ bi ]        |                 |
| 2005 | Walter Winterbottom | 1946–1962 | 139   | 78    | 33  | 28  | 0.561 | England                                                                                      |               | [ 204 ]         |
| 2006 | Ron Greenwood       | 1961–1982 | 713   | 269   | 186 | 258 | 0.377 | West Ham United, England                                                                     |               | [ 205 ]         |
| 2006 | Arsène Wenger       | 1996–2018 | 1,235 | 707   | 280 | 248 | 0.572 | Arsenal                                                                                      | [ bj ]        |                 |
| 2007 | Terry Venables      | 1976–2003 | 678   | 279   | 195 | 204 | 0.412 | Crystal Palace, Queens Park Rangers, Tottenham Hotspur, England, Middlesbrough, Leeds United | [ bk ]        | [ 206 ]         |
| 2008 | Bertie Mee          | 1966–1976 | 540   | 241   | 148 | 151 | 0.446 | Arsenal                                                                                      |               | [ 207 ] [ 208 ] |
| 2009 | Malcolm Allison     | 1964–1993 | 395   | 108   | 121 | 166 | 0.273 | Plymouth Argyle, Manchester City, Crystal Palace, Yeovil Town, Middlesbrough, Bristol Rovers | [ bl ]        | [ 209 ]         |
| 2009 | Joe Mercer          | 1955–1974 | 827   | 340   | 205 | 282 | 0.411 | Sheffield United, Aston Villa, Manchester City, Coventry City, England                       |               | [ 210 ]         |
| 2010 | Harry Catterick     | 1951–1977 | 1,146 | 514   | 281 | 351 | 0.449 | Crewe Alexandra, Rochdale, Sheffield Wednesday, Everton, Preston North End                   |               | [ 114 ] [ 211 ] |

### Equipes
- Aston Villa anos de 1890.
- Aston Villa de 1982
- Manchester City de 1968-70.
- Manchester United época dos Busby Babes.